# Pistola IMBEL 9mm
A Pistola IMBEL 9 M973 é uma baseada na modelo da pistola Colt M1911A1. É uma arma de porte, semiautomática que funciona com sistema blowback. Muitas das Pistolas 9 M973 em uso pelo Exército Brasileiro foram M1911 transformadas para o calibre 9x19 mm Parabellum.
Por se tratar de uma arma robusta e confiável ela é há muito tempo utilizada nas Forças Armadas Brasileiras, porém, vem gradativamente sendo substituída pela Beretta M975.
Entre os principais motivos de sua substituição foi que a arma é de ação simples e seu carregador monofilar possui pequena capacidade se comparado com o sistema bifilar utilizado em armas mais modernas, o que foi corrigido com a criação da MD1 GC com a capacidade de 17 cartuchos.